# Овакимян, Альберт Альбертович
Альбе́рт Альбе́ртович Овакимя́н (арм. Ալբերտ Ալբերտի Հովակիմյան; 16 июня 1991, Сочи, РСФСР, СССР) — армянский футболист, полузащитник.

## Клубная карьера
Альберт Овакимян родился в Сочи. Детство и юность провёл в родном городе. С 6 лет начал ходить на футбол, с тех пор появилось желание стать профессиональным футболистом. В 9-летнем возрасте оказался в «Жемчужине». Спустя год оказался в молодёжном составе московского «Локомотива». В 2009 году вместе с «Пюником» оказался на сборах в Сочи. После просмотра на этих сборах Овакимян подписал контракт с «Пюником» на год. Дебютировал 23 августа в гостевой игре против «Гандзасара». В этой игре на 90-й минуте Овакимян отметился забитым мячом. С «Пюником» стал чемпионом, а также обладателем кубка и суперкубка Армении. Однако выходил крайне редко. По окончании сезона Овакимян и клуб не стали продлевать контракт. Чуть позже отправился в Россию, где агент предложил трудоустройство в дилижанском «Импульсе». Контракт с клубом был заключён до конца года. В первом круге чемпионата появился на поле в нескольких матчах, а со второго круга имеет регулярное место в основе. В середине чемпионата 2011 года контракт был расторгнут по обоюдному желанию сторон.

## Достижения
«Пюник»
- Чемпион Армении: 2009
- Обладатель Кубка Армении: 2009
- Финалист Суперкубка Армении: 2009

## Личная жизнь
Отец — Альберт, мать — Анна, сестра — Альбина. Отец в детстве хотел, чтобы его сын пошёл по его стопам (он был боксёром), но Альберт-младший выбрал другой вид спортивной деятельности.